# 刺螯線寄居蟹
刺螯線寄居蟹（学名：Nematopagurus spinulosensoris）为寄居蟹科線寄居蟹屬下的一个种。